# توماس دبليو. بيكنل
توماس دبليو. بيكنل (بالإنجليزية: Thomas W. Bicknell)‏ هو كاتب سير ومؤرخ أمريكي، ولد في 6 سبتمبر 1834، وتوفي في 1925.